# Floriana
Floriana (officiële naam Il-Furjana; ook wel Borgo Vilhena of Città Vilhena genoemd) is een plaats en gemeente in Malta met 2.246 inwoners (november 2005). De plaats ligt vlak bij de hoofdstad Valletta.

## Geschiedenis
Floriana is genoemd naar de Italiaan Pietro Paolo Floriani, die verantwoordelijk was voor de bouw van de fortificaties van deze plaats. De bouw van de stad zelf was echter het werk van Grootmeester Antonio Manoel de Vilhena, die op zijn beurt de bron is voor de bijnamen Borgo Vilhena en Citta Vilhena. Floriana was bedoeld als voorstad van Valletta, maar om onduidelijke redenen veranderde Grootmeester Vilhena tijdens de bouw zijn plannen en gaf hij de plaats een eigen naam en eigen rechten.
Sint Publius, een van de beschermheiligen van Malta, is tevens de beschermheilige van Floriana. De kerk van Floriana is gewijd aan deze heilige, die volgens de traditie de eerste bisschop van Malta geweest zou zijn. Volgens dezelfde traditie zou Publius de apostel Paulus hebben ontvangen toen deze schipbreuk leed op de Maltese eilanden. De jaarlijkse festa van Floriana ter ere van Publius wordt gevierd op 22 januari.

## Vervoer
Floriana heeft een verbinding met Sicilië per supersnelle catamaran. Deze verbinding wordt met name gedurende de zomermaanden veel gebruikt gezien haar populariteit onder toeristen.

## Bezienswaardigheden
- Publiuskerk
- Linies van Floriana met de Portes des Bombes
- Valletta Waterfront
- Oorlogsmonument Floriana
- Maglio-tuinen met borstbeeld van Ioannis Papafis

## Sport
De lokale voetbalclub Floriana FC, een van de oudste van Malta, komt uit in de Premier League.

## Trivia
- Paus Johannes Paulus II sprak tijdens zijn twee bezoeken aan Malta in Floriana op Publius Square.